# Sergej Kozlík
Sergej Kozlík (* 27. července 1950, Bratislava) je slovenský politik.

## Kariéra
Je absolventem Ekonomické univerzity v Bratislavě. Pracoval postupně na Slovenském cenovém úřadě, ministerstvu financí, antimonopolním úřadě a na úřadu vlády. V letech 1993 až 1994 byl místopředsedou slovenské vlády pro ekonomiku a v letech 1994 až 1998 slovenským ministrem financí.
V letech 1998 až 2004 byl poslancem Národní rady SR a od roku 2004 je poslancem Evropského parlamentu.